# Joni James
Giovanna Carmella Babbo, cunoscută ca Joni James, (n. 22 septembrie 1930, Chicago, Illinois, SUA – d. 20 februarie 2022, West Palm Beach, Florida, SUA) a fost o cântăreață americană de muzică pop. 